# Екофашизам
Екофашизам је теоретски политички модел у којем би ауторитарна влада захтевала од појединаца да жртвују своје интересе "органској целини природе".
Неки писци су га користили да би се позвали на хипотетичку опасност будућих дистопијских влада, које би могле прибећи фашистичкој политици да би се решиле еколошке проблеме. Други писци су га користили за позивање на сегменте историјских и модерних фашистичких покрета који су се фокусирали на питања животне средине.

## Дефиниција
Историчар заштите животне средине Мајкл Цимерман дефинише "екофашизам" као "тоталитарну владу која захтева од појединаца да жртвују своје интересе за добробит земље, схваћене као сјајна мрежа живота или органска целина природе, укључујући људе и њихове државе".
Цимерман тврди да, иако до сада није постојала ниједна екофашистичка влада, "њени важни аспекти могу се наћи у немачком националсоцијализму, чији је један од централних слогана био, "Крв и земља"".

## Идеолошки корени

### Нацизам
Аутори Јанет Биел и Питер Штауденмајер сугерирају да је синтеза фашизма и екологије започела нацизмом. У својој књизи Екофашизам: Поуке из немачког искуства примећују интересовање Нацистичке странке за екологију и сугеришу да је њихово интересовање "повезано са традиционалним аграрним романтизмом и непријатељством према урбаној цивилизацији". Ричард Даре, водећи нацистички идеолог који је измислио термин "крв и земља", развио је концепт нације која има мистичну везу са својом домовином, и као таква нација је била дужна да брине о земљи. Због тога савремени екофашисти наводе Нацистичку странку као исходиште екофашизма.

### Колегиум Хуманум
Колегиум Хуману је била екофашистичка организација која је постојала у Немачкој од 1963. до 2008. године. Основана је 1963. године као клуб, прво је била активна у немачком еколошком покрету, а затим је од раних 1980-их постала крајње десничарска политичка организација и забрањена је 2008. године када је савезни министар унутрашњих послова Волфганг Шаубле забранио због "наставка порицања холокауста".

### Савитри Деви
Савитри Деви је била истакнута поборник езотеричног нацизма и дубинске екологије. Била је фанатична присталица Хитлера и Нацистичке странке од 1930-их па надаље, подржавала је и активизам за заштиту животиња. Деви је такође била вегетаријанка од малих ногу и у својим радовима износила је ставове еколога. Написала је Обарање Мушкарца 1959. године у Индији, у којој је изјавила своје ставове о правима и природи животиња. Према њеним речима, људска бића не стоје изнад животиња; али по њеним еколошким ставовима, људи су прилично део екосистема и требало би да поштују сав живот, укључујући животиње и целу природу. Због своје двоструке преданости и нацизму и дубокој екологији, сматра се утицајном личношћу у екофашистичким круговима.

### Тед Качински
Тед Качински, познатији као "Унабомбер", фигура је за коју се наводи да има велики утицај на екофашистичку мисао. Између 1978. и 1995. године Качински је покренуо кампању терористичког бомбардовања чији је циљ био подстицање револуције против модерног индустријског друштва, у име повратка човечанства у примитивно стање, предложио је човечанству већу слободу уз заштиту животне средине. 1995. Качински је понудио да заврши кампању бомбардовања ако Вашингтон пост или The New York Times објаве његов манифест који је садржао 35,000 речи. У нади да ће спасити животе, обе новине су се сложиле с тим условима. Манифест није ометао само модерно индустријско друштво већ и "левичаре". Качински је такође критиковао десницу због подршке технолошком и економском напретку, док је кукао због пропадања традиције, наводећи да технологија нагриза традиционални друштвени обичај који конзервативци и десничари желе заштитити, а конзервативце је назвао "будалама".

## Повезаност са насиљем и масовним пуцњавама
Екофашизам је такође повезан са разним нападима, као нпр. са Брентоном Тарантом, нападачом на џамију у Крајстчерчу 2019. године. који себе описивао као екофашисту, етнонационалисту и расисту у свом манифесту Велика замена, која је названа по крајње-десничарској теорији завере која је настала у Француској. Патрик Крузиус који је осумњичени пуцач током пуцњаве у Ел Пасу 2019. године је написао манифесто сличном оном који је Тарант написао, а у манифесту је исказао своју подршку Бренту Таранту и његовим идејама.

## Критика
Често се износе оптужбе за екофашизам, али се оне обично напорно негирају. Такве оптужбе долазе с обе стране политичког спектра. Они са политичке левице то виде као напад на људска права, као што је термин користио социјални еколог Мари Букчин. Прекршитељи политичке деснице укључују Раша Лимбоа и друге конзервативце. У потоњем случају, то је често хиперболички термин за све еколошке активисте, укључујући и више главних група као што су Гринпис и Сијера Клуб.

## Такође види
- Екоауторитаризам
- Фашизам
- Еко-национализам
- Екотероризам